# گمینا زویژنگتس
گمینا زویژنگتس (به لهستانی:  Gmina Zwierzyniec) یک گمینا در لهستان است که در شهرستان زاموشتش واقع شده‌است. گمینا زویژنگتس ۱۵۶٫۷۸ کیلومتر مربع مساحت و ۷٬۰۶۷ نفر جمعیت دارد.